# John Trenchard (homme politique)
Pour les articles homonymes, voir John Trenchard.
John Trenchard (30 mars 1649 - 27 avril 1695)  est un homme politique et propriétaire terrien anglais. 

## Biographie
Il appartient à une ancienne famille du Dorset. Il est né le 30 mars 1649 à Lytchett Matravers, près de Poole, de Thomas Trenchard de Wolverton (1615-1671) et de son épouse Hannah Henley (décédée en 1691) . Son grand-père est Sir Thomas Trenchard de Wolverton (1582-1657), qui est anobli par Jacques Ier en 1613 . 
Il fait ses études à Winchester College (1661-1665) et au New College d'Oxford (1665-1667) . En 1667, il entre à Middle Temple et est admis au barreau en 1674. John Trenchard entre au Parlement en tant que député de Taunton en 1679. Il s'associe à ceux qui proposent d'exclure le Duc de York du trône, et assiste à certaines des réunions tenues par ces mécontents. Il est possible qu'il ait été impliqué dans le Complot de Rye-House et est arrêté lors des événements en juillet 1683, mais aucune preuve définitive n'est apportée contre lui, il est donc libéré . 
Lorsque James Scott (1er duc de Monmouth) est arrivé dans l'ouest de l'Angleterre en juin 1685, Trenchard s'enfuit d'Angleterre à Groningue, aux Pays-Bas . Vers 1687-1688, il est gracié grâce aux bons offices de William Penn et peut rentrer chez lui. De nouveau, il entre au Parlement, mais il ne prend aucune part active à la Glorieuse Révolution de 1688, bien qu'il réussit à obtenir les bonnes grâces de Guillaume III d'Orange-Nassau. Le 29 octobre 1689, il est fait chevalier par le roi et nommé juge en chef de Chester. En 1692, il est nommé secrétaire d'État. Lui et le gouvernement sont beaucoup moqués de leur incapacité à prouver l'existence d'un grand complot jacobite dans le Lancashire et le Cheshire qu'ils ont été amenés à croire . 

## Famille
Le 10 novembre 1682, il épouse Philippa Speke (1664-1743), fille de George Speke (en) de White Lackington, Somerset, et ont 4 fils et 3 filles dont: 
1. George Trenchard (mort en 1758)
2. Maria Trenchard (1687-)
3. William Trenchard (12 octobre 1694-)

Sir John est décédé le 27 avril 1695 à Kensington, Londres, et est enterré à Bloxworth, Dorset. 